# Teoria del complotto sul genocidio bianco

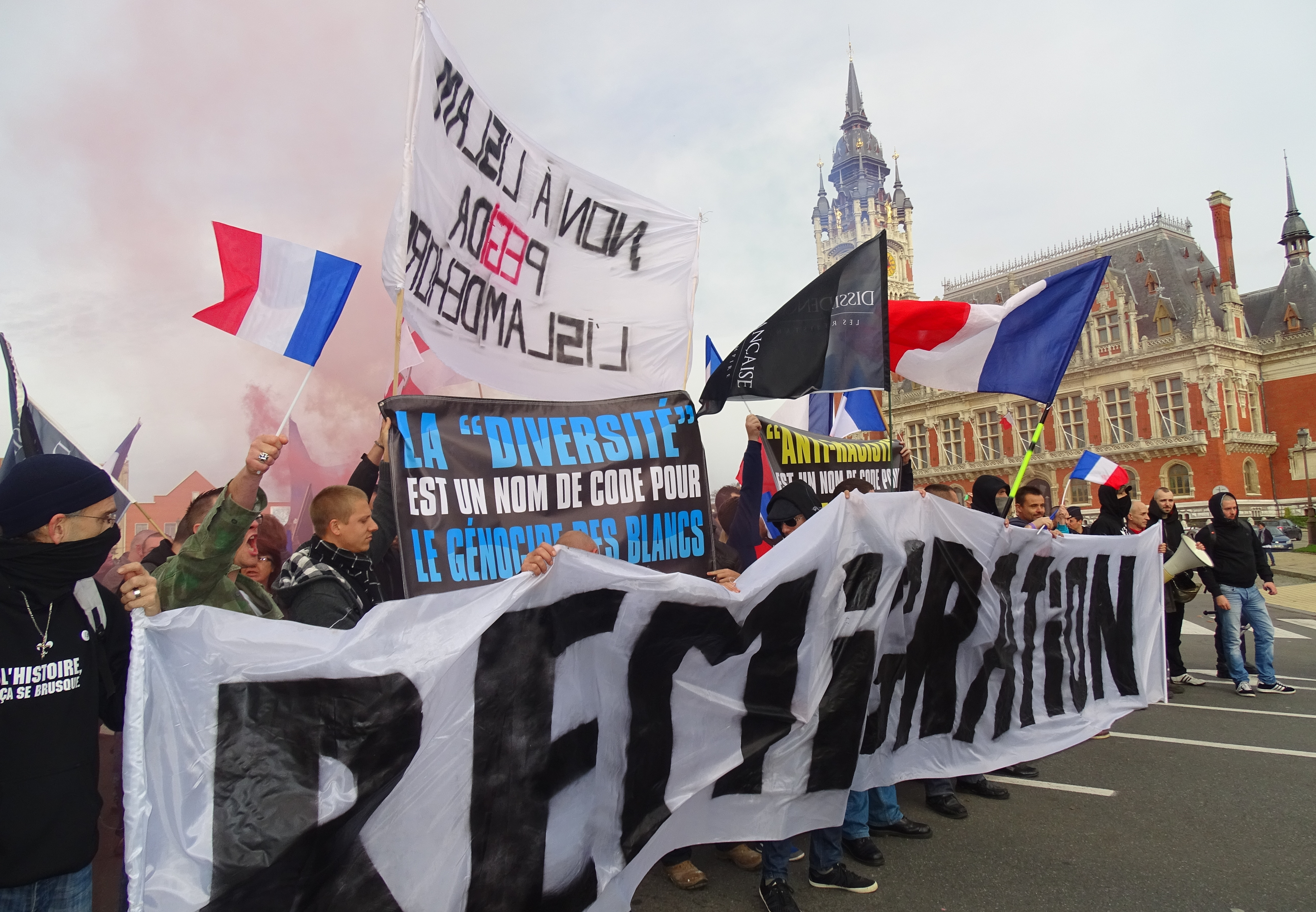
Manifestanti anti-immigrati a Calais tengono uno striscione con scritto, in francese, "Diversità è una parola in codice per il genocidio bianco", 8 novembre 2015

La teoria del complotto sul genocidio bianco è una credenza diffusa in seno a gruppi legati al neo-nazismo, all'estrema destra, al nazionalismo bianco e al suprematismo bianco, secondo cui l'immigrazione, l'integrazione razziale, oltre a fattori come la denatalità nonché la tutela di diritti civili come la legalizzazione dell'Interruzione volontaria di gravidanza legale e la contraccezione verrebbero deliberatamente promossi in quei Paesi dove prevale la cosiddetta "etnia europoide", o "razza bianca", con l'intenzione di causarne l'estinzione.

## Semantica
Rispetto al "declinismo" espresso dal pensiero storico-sociologico conservatore, l'uso del termine «genocidio» in un'accezione che va ben al di là della definizione strettamente legale è volto a parificare eventi storici a veri e propri attentati contro la vita umana, siano essi l'omicidio (ad esempio presentando il meticciato come attentato all'integrità genetica di una "razza") o il suicidio (una società che si autocondanna all'estinzione).
Per avallare una lettura iperbolica di taluni eventi contemporanei, se ne offre così una chiave interpretativa distopica: essi non sarebbero frutto di forze storiche determinate da flussi epocali, ma della pianificazione voluta e consapevole da parte di una élite in malafede, che tradirebbe la sua vocazione di ceto dirigente di una nazione.
Uno dei capisaldi della teoria è la negazione di valore alla lotta al razzismo: se è del 2005 l'affermazione di Alain Finkielkraut, secondo cui «l’antirazzismo è per il XXI secolo quello che è stato il comunismo nel XX secolo», è con il nazionalista bianco Robert Whitaker che la frase «Antirazzista è una parola in codice per anti-bianco» è comunemente associata al tema del genocidio bianco. Essa apparve su cartelloni negli Stati Uniti vicino a Birmingham, in Alabama e a Harrison, in Arkansas.
Prima ancora che fosse coniato il termine "genocidio", tuttavia, questa teoria cospirazionista era già stata sostenuta: nella Germania nazista i suoi caratteri principali si rinvengono in un opuscolo scritto dal "Dipartimento di ricerca per la questione ebraica" del Reich Institute dal titolo: Le nazioni bianche stanno morendo? Il futuro delle nazioni bianche e colorate alla luce delle statistiche biologiche (1934), partendo da considerazioni esposte da Adolf Hitler nel Mein Kampf del 1925.

## Origini e ideologia
La questione apparve per la prima volta, sporadicamente, nelle pubblicazioni neo-naziste White Power e WAR negli anni '70 ed '80, in tesi che si focalizzavano soprattutto contraccezione e sull'aborto, oltreché sull'immigrazione.

### Hitler
Preoccupazioni della stessa natura si trovavano già espresse in alcune parti del Mein Kampf di Adolf Hitler (1925), poi riprese nel documento citato del 1934, nel quale il futuro dittatore della Germania nazista spiega quelli che, a suoi dire, erano i pericoli che correva parte dell'Europa: 
(Adolf Hitler)

### David Lane

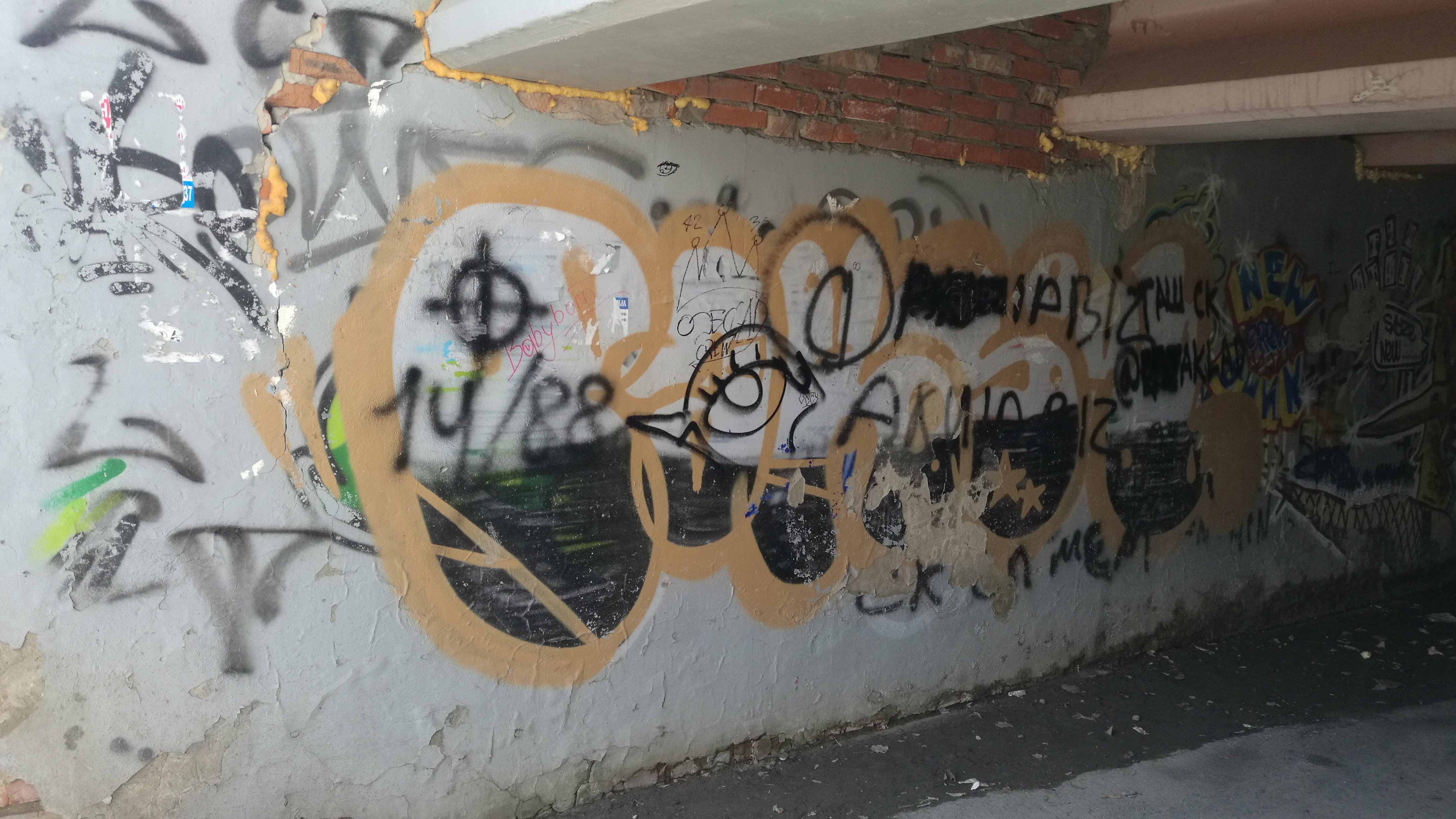
Graffiti inneggianti alle teorie di David Lane a Tjumen', Russia. Maggio 2021

La teoria fu poi sviluppata dal neo-nazista David Lane (autore degli slogan suprematisti delle quattordici parole e degli ottantotto precetti) nel suo manifesto White Genocide del 1995, scritto mentre era incarcerato a vita. In essa affermava che le politiche dei governi di molti paesi occidentali avevano l'intento di distruggere la cultura europea bianca rendendo i bianchi una "specie estinta". Lane (membro fondatore dell'organizzazione terroristica suprematista bianca The Order), critico verso la mescolanza razziale, l'aborto e l'omosessualità, si è speso contro coloro che non "oppongono resistenza al genocidio" e non vogliono sovvertire il "governo di occupazione sionista" di Israele, che, a suo dire, controllerebbe gli Stati Uniti e gli altri paesi a maggioranza bianca e che incoraggerebbe "il genocidio bianco". Il piano, secondo Lane, è radicato in "dottrine di universalismo sia laiche che religiose".
Le singole iterazioni della teoria variano a seconda di chi sia considerato responsabile: "l'influenza ebraica", le "persone che odiano i bianchi", e "le forze politiche liberali" sono comunemente citate dai suprematisti bianchi come i principali fattori che promuoverebbero il genocidio bianco. Questa visione è sostenuta da figure di spicco come David Duke, che cita gli ebrei e gli "ideali politici liberali" come "cause principali". Il nazionalista bianco Robert Whitaker, sulla questione, coniò l'espressione "anti-razzista è una parola in codice per anti-bianchi" e il termine "anti-White" (anti bianco) per descrivere coloro che ritiene siano responsabili del genocidio dei bianchi. Fu sempre lui che individuò negli ebrei la maggiore forza chea suo dire, contribuirebbe al piano.

### Italia
Anche l'ideologo e attivista dell'estrema destra italiana Franco Freda contribuì, con il suo testo degli anni '90 I lupi azzurri. Documenti del Fronte Nazionale a diffondere l'idea che l'immigrazione di elementi non indoeuropei fosse un attacco per distruggere la razza bianca.
Assieme alle teorie cospirazioniste della «sostituzione etnica» e di «Eurabia», in seguito alla crisi europea dei migranti negli anni 2010 la teoria sul "genocidio della razza bianca" si è diffusa dai movimenti estremisti anche a quelli populisti e sovranisti più moderati.

### USA
La teoria si è diffusa molto negli USA, rispetto alla nicchia di estrema destra dove era confinata, grazie ai nuovi mass media specie in seguito all'elezione di Donald Trump.

## Sudafrica
Figure di estrema destra come il cantante Steve Hofmeyr e il partito extraparlamentare boero Afrikaner Weerstandsbeweging (AWB) sostengono l'esistenza di un «genocidio bianco» in Sudafrica.

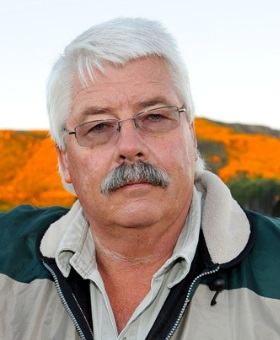
Il leader attuale dell'AWB, Steyn von Rönge

Il manifesto del terrorista norvegese di estrema destra Anders Breivik dal titolo 2083: una dichiarazione di indipendenza europea dedica un'intera sezione a un presunto «genocidio» contro gli afrikaner, i boeri di origine olandese, menzionando ripetutamente presunti episodi di persecuzione dei bianchi in quel Paese.
Anche Mike Cernovich, commentatore statunitense di estrema destra, sostiene la veridicità di tale genocidio in Sudafrica.
La questione degli assalti alle fattorie in Sudafrica acquisì diffusione nel 2018 dopo la trasmissione del documentario Farmlands dell'attivista canadese Lauren Southern realizzato per Rebel Media.
Per lo stesso canale la giornalista britannica Katie Hopkins aveva girato analogo documentario dal titolo Plaasmoorde: The Killing Fields.
Ad agosto 2018 il presidente degli Stati Uniti Donald Trump fu accusato di appoggiare tale teoria quando su twitter chiese al segretario di Stato Mike Pompeo di far chiarezza su «gli espropri e le confische dei terreni e le uccisioni su larga scala dei contadini [bianchi]».
A riportare tale tesi sono anche la giornalista conservatrice statunitense Ann Coulter, il politico britannico Nigel Farage e il politico di destra olandese Geert Wilders.
L'ONG Africa Check definisce false tali affermazioni, asserendo che «i bianchi hanno meno probabilità di essere uccisi rispetto a qualsiasi altro gruppo razziale» e che «laddove i bianchi rappresentano circa il 9% della popolazione sudafricana essi sono solo l'1,8% delle vittime di omicidi».
L'organizzazione per i diritti umani AfriForum dichiara invece che «l'orrore vissuto nelle torture presso le fattorie è incomprensibile» e l'indipendente Transvaal Agricultural Union fotografa una realtà con quasi duemila omicidi e torture tra il 1998 e il 2016 e circa trecento attacchi all'anno. I contadini bianchi sudafricani sono inoltre la popolazione soggetta al maggior numero di omicidi pro capite nel mondo al di fuori di zone di guerra.

## Stati Uniti d'America

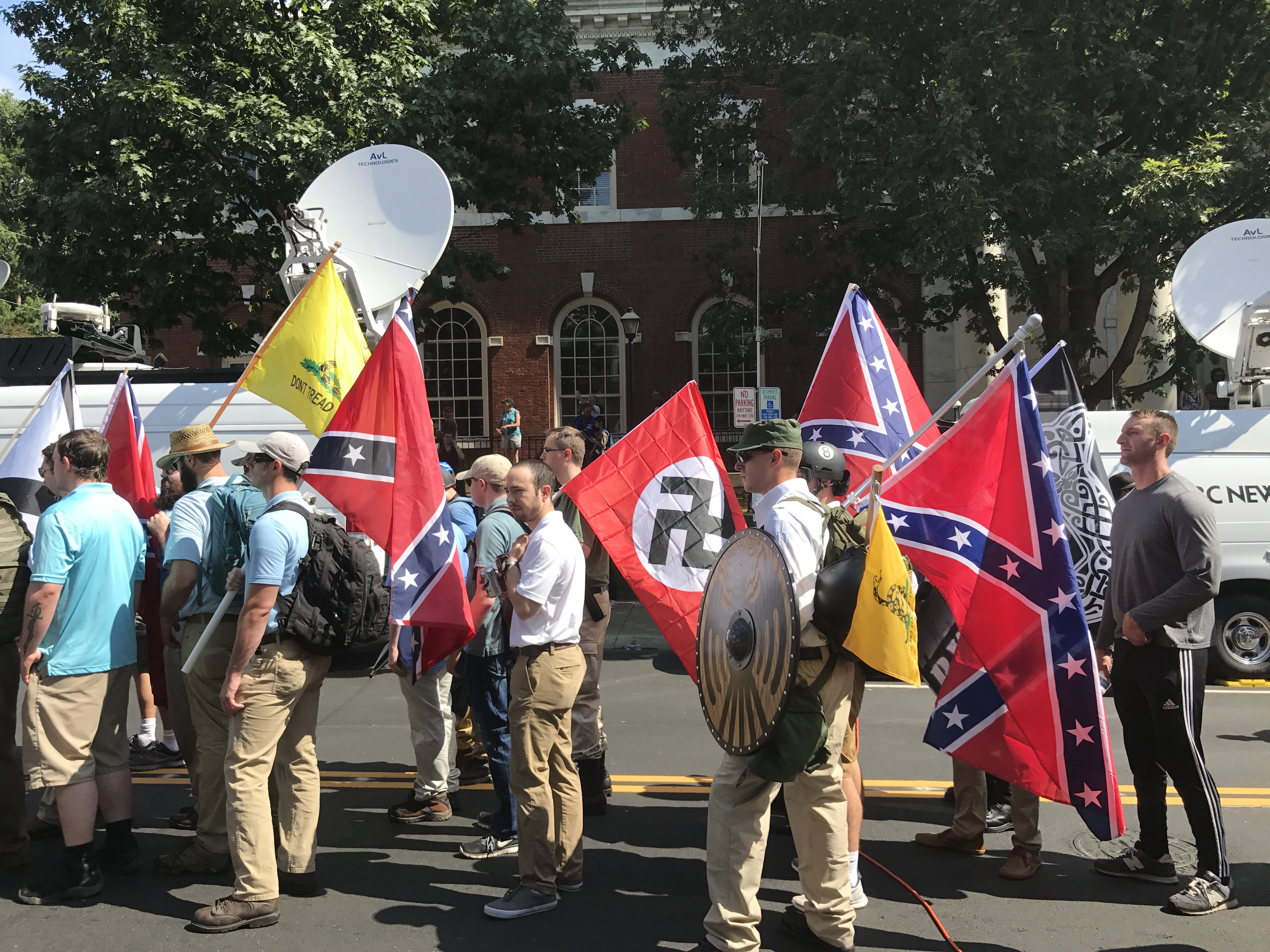
Raduno Unite the Right a Charlottesville, organizzato da esponenti di estrema destra e alt-right.

Nel 2016 Donald Trump ha condiviso gli utenti Twitter @WhiteGenocideTM e @EustaceFash, la cui immagine di intestazione di Twitter al momento includeva il termine "genocidio bianco". Andrew Anglin del sito neo-nazista The Daily Stormer ha detto che "non è statisticamente possibile che due tweet di genocidio bianco non possano essere un evento casuale ma solo deliberato [...] Oggi l'America ha il sapore della vittoria."

### Stormfront
Le discussioni sul forum internet nazionalista bianco Stormfront si concentrano spesso sul tema dei bianchi che vengono sottoposti alle politiche di genocidio dei loro governi. Il concetto è stato anche reso popolare dai movimenti di estrema destra negli Stati Uniti. Il raduno di Unite the Right 2017 a Charlottesville, in Virginia, ha fatto riferimento a questa teoria del complotto quando i manifestanti con la torcia tiki hanno urlato "Non ci sostituirai!" e "Gli ebrei non ci sostituiranno!".
La nozione di "purezza razziale" o "omogeneità razziale" o "igiene razziale" è un tema di fondo del discorso del genocidio bianco e viene comunemente usato dai movimenti neo-nazisti e di supremazia bianca.

### John de Nugent
Alcuni elementi dell'estrema destra suprematista statunitense hanno diffuso sul web una teoria pseudoscientifica, basata su un'estremizzazione della cosiddetta ipotesi solutreana, secondo cui il primo genocidio bianco sarebbe stato già compiuto - contro i bianchi Cro-Magnon "ariani" di cultura solutreana (mentre gli ebrei vengono descritti come neanderthaliani), che avrebbero abitato in preistoria il Nordamerica - da parte degli asiatici che hanno dato origine ai nativi americani, giustificando quindi la colonizzazione europea delle Americhe come una "riconquista". Il principale fautore di questa teoria è il nazionalista bianco, antisemita e "separatista volontario" (propugna un'alleanza tattica con i neri identitari) John de Nugent, sostenitore anche di teorie del complotto UFO e degli antichi astronauti simili alle idee cospirazioniste sui rettiliani dell'inglese David Icke. Si tratta più o meno della ripresa moderna della "teoria della razza perduta" elaborata nell'Ottocento durante la controversia sui costruttori di tumuli.

## Francia

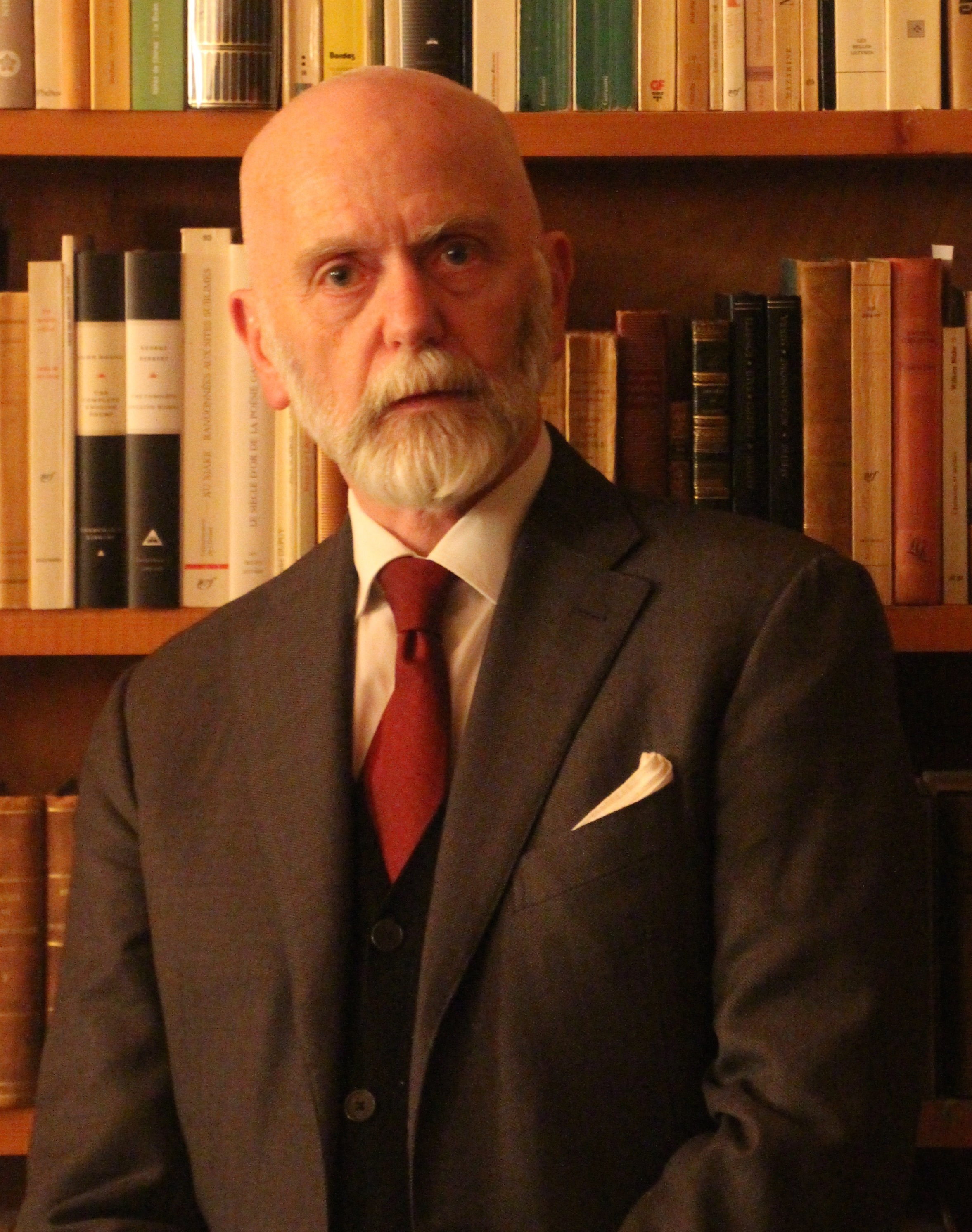
Renaud Camus

In Francia esponenti della destra nazionale quali Renaud Camus hanno affermato e scritto che vi sia in corso La Grande Sostituzione (Le Grand Remplacement). La definizione di Camus, riferita alla popolazione bianca e cristiana di Francia, è considerata assimilabile alla teoria del genocidio bianco. Camus ritiene che, in generale, tutti i paesi occidentali stiano subendo una forma di "sostituzione etnica e civile", anche se, in una dichiarazione alla stampa italiana, ha ridimensionato la declinazione complottistica della sua teoria, inserendosi tra le teorie reazionarie del declinismo dell'Occidente. Camus è stato accusato di antisemitismo per alcune dichiarazioni, ma è stato difeso da intellettuali ebrei come l'affine Finkielkraut. Egli basa il suo pensiero anche su affermazioni di politici antinazisti come il generale de Gaulle, in cui il militare paragonava l'ascesa dell'Islam politico al comunismo: 
(Charles de Gaulle)
Nel 2013, l'anziano attivista di estrema destra Dominique Venner si suicidò sparandosi nella cattedrale di Notre-Dame a Parigi adducendo vari motivi tra cui la pretesa sostituzione delle popolazioni bianche («mentre difendo l’identità di tutti i popoli a casa propria, mi ribello nel contempo contro il crimine che mira alla sostituzione dei nostri popoli»).